# Apulanta
Apulanta (Апуланта) — финская рок-группа, создана в 1991 году в небольшом городе Хейнола. Большая часть песен исполняется на финском языке.
В начале группа играет различные формы рока, такие как панк, ска и метал. В скором времени они переходят на более броский, притягательный стиль, который с этого момента постоянно меняется. Их последующие песни большей частью сочетают в себе мелодичность и привлекательность с тяжёлыми гитарными рифами.
В настоящее время Apulanta крайне популярна как в родной Финляндии, так и в других странах Европы.
Любимая группа чемпионки и многократной призерки чемпионата мира по биатлону Кайсы Мякяряйнен.

## Участники

### Нынешние
- Тони Виртанен (Toni Wirtanen) - соло и гитара (+ бас-гитара 1991-1992) (1991–)
- Симо "Сипе" Сантапукки (Simo ”Sipe” Santapukki) - ударные и бэк-вокал (1991–)
- Вилле Мякинен (Ville Mäkinen) - бас-гитара и контрабас (2014–)

### Бывшие
- Антти Лаутала (Antti Lautala) - соло и гитара (+ бас-гитара 1991-1992) (1991–1994)
- Аманда «Мэнди» Гэйнор (Amanda ”Mandy” Gaynor) - бас-гитара, тромбон и соло (1992–1993)
- Туукка Темонен (Tuukka Temonen) - бас-гитара (1993–2004)
- Сами "Парта-Сами" Лехтинен (Sami ”Parta-Sami” Lehtinen) - бас-гитара и бэк-вокал (концертная гитара 2001-2004) (2005–2014)

- Jani Törmälä - концертная гитара (1997, 1998, 2000)
- Sami Yli-Pihlaja - концертная гитара (1998-1999, 2000)
- Marzi Nyman - концертная гитара (2000)
- Markus "Masi" Hukari - концертная гитара (2001)

## Дискография

### Альбомы
- Attack of the A.L. People (1994)
- Ehjä (1996)
- Kolme (1997)
- Aivan kuin kaikki muutkin (1998)
- Plastik (2000)
- Heinola 10 (2001)
- Hiekka (2002)
- Kiila (2005)
- Eikä vielä ole edes ilta (2007)
- Kuutio (Kuinka Aurinko Voitettiin) (2008)
- Kaikki kolmesta pahasta (2012)
- Revenge Of The A.l. People (2012)
- Kunnes siitä tuli totta (2015)
- Sielun kaltainen tuote (2022)

### Синглыимини-альбомы
- Mikä ihmeen Apulanta? (1993)
- T.S. + A.L. (1994)
- Tuttu TV:stä (1994)
- Hajonnut EP (1995)
- Anna mulle piiskaa (1996)
- Mato (1997)
- Mitä vaan (1997)
- Liikaa (1997)
- Teit meistä kauniin (1998)
- Hallaa (1999)
- Torremolinos 2000 (1999)
- Käännä se pois A (1999)
- Käännä se pois B (1999)
- Ei yhtään todistajaa (2000)
- Maanantai (2000)
- Viivakoodit (2001)
- Reunalla (2001)
- Kadut (2001)
- Saasta (2002)
- Hiekka (2002)
- Jumala (2003)
- Pudota (2004)
- Pahempi toistaan (2005)
- Armo (2005)
- Koneeseen kadonnut (2006)
- Kesä EP (2008)
- Vauriot (2008)
- Ravistettava ennen käyttöä (2009)
- Vääryyttä!!1! (vinyylisingle) (2011)
- Vääryyttä!!1! (2011)
- Pihtiote (2011)
- Poltettu karma (2013)
- Mä nauran tälle (2013)
- Sun kohdalla (2015)
- Tivoli (2015)
- Valot pimeyksien reunoilla (2015)
- Palava Pensas (2016)
- Toinen Jumala (2018)
- Elämänpelko (2018)
- 60 Uutta Ongelmaa (2020)
- 3D-Kriisit (2021)
- 9 Väärää Kättä (2022)
- Kämmenen kuva poskeen (2022)

### Сборники
- Singlet 1993–1997 (1998)
- Lavuaarista –live (1999)
- Syitä ja seurauksia – 30 parasta (2001)
- Singlet 1998–2003 (2003)
- Eikä vieläkään ole edes ilta (2007)
- Singlet 2004-2009 (2010)
- Syytteitä ja selityksiä - 52 Parasta (2014)

### Альбомы на английском языке
- Apulanta (2002)
- Viper Spank (2003)

### Видео
- Musta hevonen (VHS, 1997)
- Tohtori Halla ja mustempi hevonen (VHS, 1999)
- Mustin hevonen (VHS, 1999)
- Liikkuvat kuvat (VHS/DVD, 2002)
- Kesäaine (DVD, 2006)